# Maniola dextroalbescens
Maniola dextroalbescens är en fjärilsart som beskrevs av Tutt 1908. Maniola dextroalbescens ingår i släktet Maniola och familjen praktfjärilar. Inga underarter finns listade i Catalogue of Life.